# Agrypina Młodsza
Agrypina Młodsza, Iulia Agrippina Minor (ur. 6 listopada 15 n.e., zm. w marcu 59 n.e.) – cesarzowa rzymska, córka Germanika i Agrypiny Starszej.

## Młodość
Urodziła się w kwaterze wojsk swojego ojca nad Renem w mieście germańskich Ubiów (Oppidum Ubiorum), nazwanym później na jej cześć Colonia Claudia Ara Agrippinensium (współczesna Kolonia). W wieku 13 lat, w 28 roku n.e. wyszła za mąż za Gnejusza Domicjusza Ahenobarbusa, z którym miała syna, przyszłego cesarza, Nerona. Od lutego 37 roku, gdy cesarzem został jej rodzony brat Kaligula, Agrypina i jej młodsze siostry Julia Liwilla i Julia Druzylla zajęły zaszczytną pozycję w państwie, a jednocześnie brylowały na dekadenckim dworze Kaliguli. Były oskarżane o kazirodcze stosunki z bratem Kaligulą oraz o współżycie z Markiem Emiliuszem Lepidusem, mężem Julii Druzylii.

## Wygnanie
W 39 roku wykryto spisek na życie Kaliguli, na czele którego miał stać właśnie Emiliusz Lepidus. Agrypina została skazana na wygnanie w wyniku oskarżenia o udział w tym spisku i cudzołożenie z Emiliuszem. Przebywała na małej wyspie u wybrzeży Italii, gdzie zajmowała się poławianiem pereł. Po śmierci Kaliguli odwołana z wygnania przez cesarza Klaudiusza. W 41 roku poślubiła Pasjenusa Kryspusa, wcześniej męża jej szwagierki Domicji. Była oskarżana o spowodowanie przedwczesnej śmierci drugiego męża. Po wykryciu spisku i skazaniu na śmierć Messaliny, dotychczasowej żony cesarza, w 49 roku została niespodziewanie czwartą żoną własnego stryja Klaudiusza.

## Żona i matka cesarza
Po ślubie z Klaudiuszem otrzymała tytuł augusty i zdobyła znaczny wpływ na rządy, skazując na śmierć lub wygnanie niewygodne dla niej osoby. Już w dniu ślubu zmusiła do samobójstwa młodego senatora, Juniusza Sylanusa, który był zaręczony z córką Klaudiusza, Oktawią. Agrypina planowała bowiem ślub swego syna z pasierbicą, który znacznie wzmocniłby jego pozycję polityczną. Wkrótce też doprowadziła do adopcji przez Klaudiusza swojego syna, zwanego odtąd Neronem, co osłabiało pozycję rodzonego syna Klaudiusza – Brytanika – w kolejce do tronu. Gdy jednak Klaudiusz zaczął planować uznanie młodego Brytanika za dorosłego, zagroziło to planom Agrypiny. Przypisuje się jej otrucie męża w październiku 54 roku potrawą z grzybów, za pomocą trucicielki Locusty. Nowym cesarzem został jej syn – Neron; w pierwszym okresie jego panowania to ona sprawowała faktyczną władzę przy współpracy wyzwoleńca Pallasa i przy cichej rywalizacji o władzę z prefektem pretorianów Burrusem oraz Seneką.

## Odsunięcie od władzy i śmierć

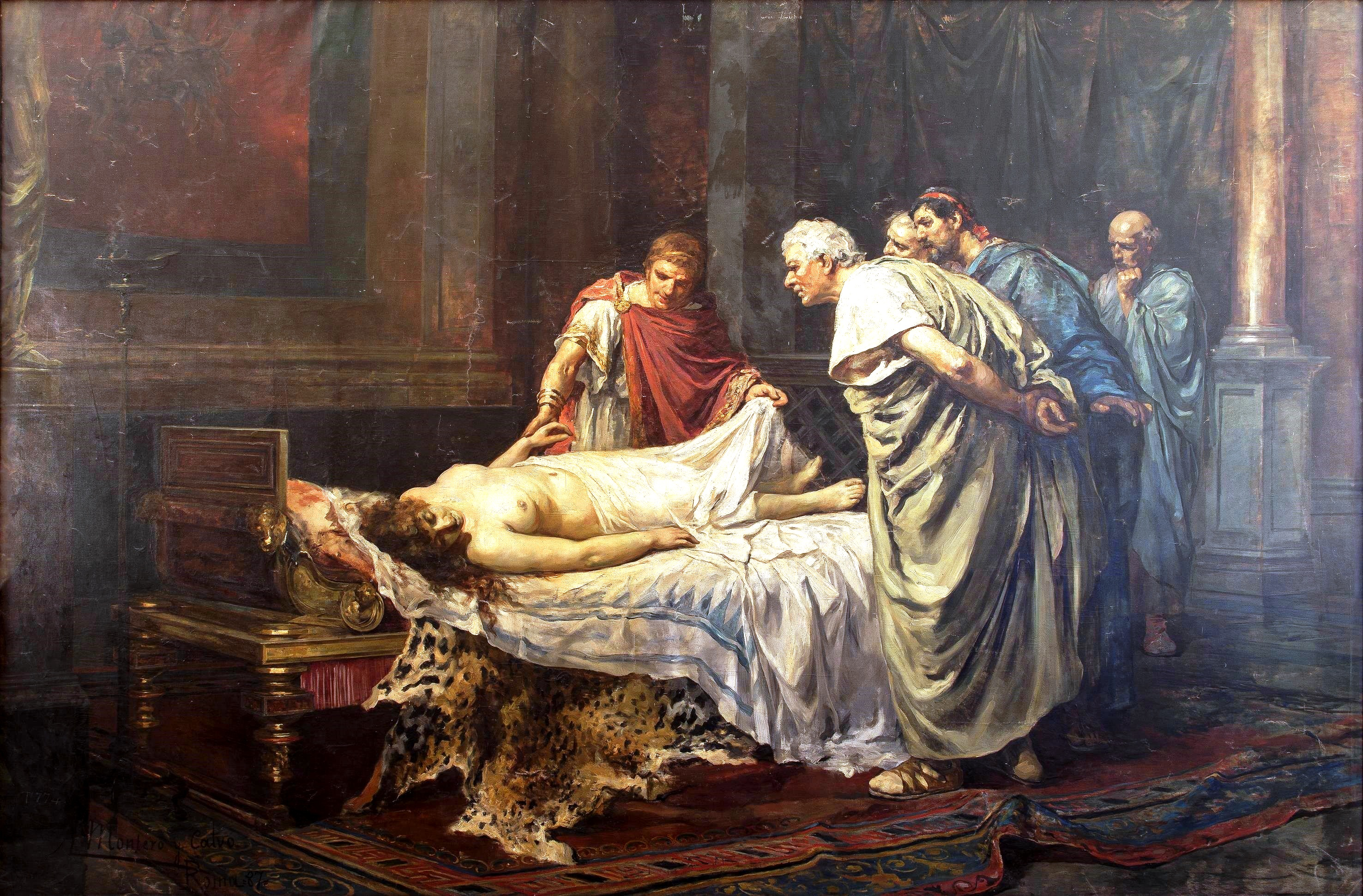
Neron nad ciałem Agrypiny (mal. Arturo Montero Calvo, 1887)

Wkrótce jednak jej relacje z synem zaczęły się pogarszać na tle jego pozamałżeńskich przygód miłosnych. Lekceważona Agrypina posunęła się więc do gróźb względem Nerona – zagroziła mu, że pozbawi go władzy na rzecz prawowitego następcy Klaudiusza, Brytanika. Tym samym jednak skazała chłopca na śmierć. Neron rozkazał go otruć na dzień przed jego 14. urodzinami – tj. gdy miał zostać oficjalnie uznany za dorosłego. Sama Agrypina natomiast została usunięta z pałacu cesarskiego i miała odtąd mieszkać jako osoba prywatna. Nigdy jednak nie wyrzekła się swych ambicji, a Neron i jego doradcy swego lęku przed jej wpływami. Gdy młody cesarz za swą kochankę wziął równie ambitną, co okrutną Poppeę Sabinę, sprzeciw Agrypiny stał się tym bardziej niewygodny. Młoda ulubienica cesarza chciała zostać jego prawowitą żoną i Augustą. Namówiła go więc do dwóch kolejnych zbrodni: matkobójstwa i żonobójstwa. Pierwszą ofiarą przyszłej cesarzowej została Agrypina. W marcu 59 roku Neron zaaranżował wypadek na okręcie, a gdy matka zdołała jednak dopłynąć do brzegu, wydał rozkaz jej zabicia. Na wieść o śmierci Agrypiny zarówno senatorowie, jak i lud posłał Neronowi gratulacje, gdyż ten kazał rozgłosić, że matka chciała go zamordować, a on cudem został ocalony.

## Genealogia
| 4. Druzus Starszy  |  |                     |  |  |                     |
|                    |  | 2. Germanik         |  |  |                     |
| 5. Antonia Młodsza |  |                     |  |  |                     |
|                    |  |                     |  |  | 1. Agrypina Młodsza |
| 6. Marek Agrypa    |  |                     |  |  |                     |
|                    |  | 3. Agrypina Starsza |  |  |                     |
| 7. Julia Starsza   |  |                     |  |  |                     |
|                    |  |                     |  |  |                     |

## Małżeństwa i dzieci
- 1: Gnejusz Domicjusz Ahenobarbus (Gnaeus Domitius Ahenobarbus, w 28 n.e.)
  - Neron (Lucius Domitius Ahenobarbus, po adopcji Nero Claudius Caesar Drusus Germanicus)
- 2: Gajusz Salustiusz Kryspus Pasjen (w 41 n.e.)
- 3: Klaudiusz (Tiberius Claudius Caesar Augustus, w 49 n.e.)